# امپراطور جهنم
اِمپراطور جهنم فیلمی به کارگردانی و نویسندگی پرویز شیخ طادی و تهیه‌کنندگی محمد خزاعی ساخته سال ۱۳۹۵ است. این فیلم در سی و ششمین دوره جشنواره فیلم فجر رونمایی شد.
این فیلم در بخش رقابتی جشنواره فیلم فجر سال ۱۳۹۵ پذیرفته نشد و به دنبال آن محمد خزاعی (تهیه‌کننده) و پرویز شیخ طادی (کارگردان) در نامه‌ای خطاب به حجت‌الله ایوبی ـ رئیس سازمان سینمایی ـ انصراف خود را از شرکت در جشنوارهٔ فیلم فجر اعلام کردند.

## داستان
ریاض جنگجوی کهنه‌کار توبه می‌کند خونی بریزد و چون آتشفشانی خاموش به گوشه‌ای می‌خزد. برای آتش‌افروزی مجدد او، به یک شوک قوی نیاز است و آن تعرض به گلجان تنها عشق و امید زندگی اوست. آتش ریاض شعله‌ور شده و خون‌ها می‌ریزد. غافل از اینکه بازیگر یکه‌تاز نمایشی پرماجرا گردیده است.

## بازیگران
- علی نصیریان
- فرخ نعمتی
- علی‌رام نورایی
- فرزین محدث
- صبا کمالی
- کوروش زارعی
- جمشید شاه‌محمدی